# Luc Montagnier
Luc Montagnier (US: /ˌmɒntənˈjeɪ, ˌmoʊntɑːnˈjeɪ/, US: /mənˈ-/, tiếng Pháp: [mɔ̃taɲe], 18 tháng 8 năm 1932 - 8 tháng 2 năm 2022) là một nhà virus học người Pháp. Ông được biết tới như là một trong những nhà virus học hàng đầu thế giới, đặc biệt thông qua việc tìm ra HIV. Năm 2008 cùng với hai nhà khoa học khác là Françoise Barré-Sinoussi và Harald zur Hausen, Luc Montagnier đã được Viện Hàn lâm Khoa học Thụy Điển trao Giải Nobel Sinh lý và Y khoa.
Từ năm 1991 đến năm 1997, ông là trưởng bộ phận nghiên cứu AIDS và retrovirus tại Viện Pasteur ở Paris. Từ năm 1997 đến năm 2001 Montagnier là giáo sư ngành sinh học tế bào tại Queens College, Đại học New York.

## Phát hiện ra HIV
Luc Montagnier sinh năm 1932 tại Chabris thuộc miền Trung nước Pháp. Ông theo học ngành y dược tại Poitiers và Paris trước khi trở thành nghiên cứu viên tại Đại học Khoa học Paris (Faculté des sciences de Paris) ở tuổi 23. Năm 1960 ông bắt đầu nghiên cứu về virus tại Trung tâm Nghiên cứu Khoa học Quốc gia Pháp (CNRS). Năm 1963 Montagnier tìm ra cơ chế phân chia của ARN tại Carshalton, Anh, ông tiếp tục nghiên cứu về loại virus này tại Viện Curie ở Pháp.
Năm 1982, Willy Rozenbaum, một bác sĩ lâm sàng tại bệnh viện Bichat–Claude Bernard ở Paris, đã đề nghị Montagnier hỗ trợ nghiên cứu nguyên nhân gây ra hội chứng bí ẩn mới, AIDS (được biết đến vào thời điểm đó là "hội chứng suy giảm miễn dịch liên quan đến đồng tính nam" hay GRID, viết tắt của gay-related immune deficiency). Rozenbaum đã đề nghị trong các cuộc họp khoa học rằng nguyên nhân gây bệnh có thể là do retrovirus. Montagnier và các thành viên trong nhóm của ông tại Viện Pasteur, đáng chú ý bao gồm cả Françoir Barré-Sinoussi và Jean-Claude Chermann, đã có nhiều kinh nghiệm với retrovirus. Họ đã kiểm tra các mẫu lấy từ các bệnh nhân AIDS của Rozenbaum và tìm thấy loại virus mà sau này được gọi là HIV trong sinh thiết hạch bạch huyết. Montagnier và các cộng sự đặt tên cho nó là "virus liên quan đến hạch bạch huyết" hay LAV (lymphadenopathy-associated virus), vì không có bằng chứng rằng đó là nguyên nhân gây ra AIDS và đã công bố phát hiện của họ trên tạp chí Science vào ngày 20 tháng 5 năm 1983.
Một nhóm do Robert Gallo của Hoa Kỳ dẫn đầu đã công bố những phát hiện tương tự trong cùng một số của tạp chí Science. Công bố này xác nhận việc phát hiện ra loại virus và đưa ra bằng chứng rằng nó gây ra AIDS. Gallo gọi loại virut này là "Virus T-lymphotropic gây bệnh ở người" (human T-lymphotropic virus type III - HTLV-III) vì nhận thấy sự tương đồng với HTLV-I và HTLV-II trước đây đã được phát hiện trong phòng thí nghiệm của ông. Bởi vì những khám phá gần như cùng thời điểm, cho dù nhóm của Montagnier hay Gallo là người đầu tiên cô lập HIV thì trong nhiều năm là chủ đề tranh chấp gay gắt.

## Giải thưởng
Luc Montagnier từng giành nhiều giải thưởng khoa học cao quý như Huy chương bạc của CNRS (Médaille d'argent du CNRS), Giải Y học Louis-Jeantet (1986), Giải Lasker hay Giải thưởng Nhật Bản. Ông cũng được trao Bắc đẩu bội tinh cấp chỉ huy (commandeur) và là thành viên của Viện Hàn lâm Khoa học Pháp.
Năm 2008, Montagnier cùng với Françoise Barré-Sinoussi đã được trao Giải Nobel Sinh lý và Y khoa cho công trình phát hiện ra HIV. Họ chia sẻ giải thưởng với Harald zur Hausen, người đã phát hiện ra rằng virus papilloma có thể gây ung thư cổ tử cung. Montagnier nói rằng ông "ngạc nhiên" khi Robert Gallo không được Ủy ban Nobel công nhận: "Điều quan trọng là phải chứng minh rằng HIV là nguyên nhân gây ra AIDS và Gallo có vai trò rất quan trọng trong đó. Tôi rất tiếc cho Robert Gallo." Theo Maria Masucci, một thành viên của Hội đồng Nobel, "không có nghi ngờ gì về việc ai đã thực hiện những khám phá cơ bản."